# ZN-2
El ZN-2 es un sistema de placa base para máquinas recreativas creado por la compañía japonesa Sony. Su comercialización inicio durante el año 1997. 

## Reseña
El ZN-2 es un sistema de arcade JAMMA (del inglés Japan Amusement Machinery Manufacturers Association) diseñado en un hardware ya existente, la primera versión de la consola de Sony, de gran éxito (aun en máquinas recreativas), PlayStation.  La ventaja de utilizar el hardware ya existente es facilidad,  menor costo, y reducción del tiempo requerido para desarrollo… debido al éxito y advenimiento de la PlayStation, varios desarrolladores de juegos de arcade habrían de utilizarla. El ZN-2 nace luego de la explotación y éxito del ZN-1.
El ZN-2 utiliza una tarjeta madre casi idéntica a la del ZN-1, la diferencia radica en el incremento de frecuencia del procesador principal y la cantidad de RAM. Es por lo tanto, casi como el ZN1, particularmente en el sentido en el que funciona siguiendo el acoplamiento de tarjeta madre y tarjeta hija.
La placa base ZN-2 es estándar y común a ambos sistemas y compañías que la han utilizado. Es producida, fabricada, provista y estampada por Sony.
El sistema ZN es particular, la tarjeta madre es estándar, y son el BIOS y la tarjeta hija que soportan el juego los que difieren de acuerdo al fabricante. Muchos fabricantes habrían de utilizarlo como base, el mismo material cada uno por su lado. Otros fabricantes han utilizado este hardware agregando cada uno sus particularidades, por lo tanto, el sistema ZN-2 de Sony, se encuentra bajo dos nombres y diferentes fabricantes mientras la base es idéntica.
Se encuentran dos sistemas que llevan nombres diferentes, basados en el ZN-2:
- ZN-2 en Capcom.[5]
- Taito G-Net en Taito[6]

Las diferencias entre la consola PlayStation es que la versión arcade queda igual para el ZN-1. El CD es abandonado, mientras el principio de instalar el juego y el sistema en dos medios diferentes se conserva. Los juegos toman la forma de una placa de circuito impreso que es intercambiable para el mismo sistema, el cual hace el ZN-2 modular, así que es muy fácil cambiar de juego, mientras que para los sistemas Namco basados en la Playstation es imposible.
Taito decide hacer su sistema muy flexible y fácil de usar. Encierra la placa de circuito impreso de la tarjeta hija en un contenedor plástico dándole un aire de cartucho para consolas de tarjetas G-Net. Todos los juegos pueden ser conectados a la misma tarjeta madre.
Las tarjetas madre y las tarjetas hija son ensambladas fijamente en el ZN-2 de Capcom (aunque es posible desensamblar para intercambiarlas).
El ZN-2 es casi idéntico a la versión salón y al ZN-1. Posee el CPU de la Playstation. Para el sistema fabricado por Capcom, el CPU de sonido de la Playstation no es utilizado, es un Zilog Z80 adicionalmente a un chip Q-sound de Capcom los que le reemplazan.
El G-Net, está compuesto de varias placas de circuito impreso, incluyendo: la tarjeta madre ZN-2 de Sony, una tarjeta de sonido nombrada Taito FC y una placa de interfaz llamada Taito CD. Es posible encontrar una opción en ciertas tarjetas, la habilidad de memorizar la configuración y altos puntajes. El G-Net tiene diversas revisiones con algunas diferencias.
El más bien diseño "cuadrado" de ciertos personajes o escenarios,  realmente particular y representativo del ZN-1, se suavizaría para dar más redondez a los personajes y al diseño.

## Especificaciones Técnicas

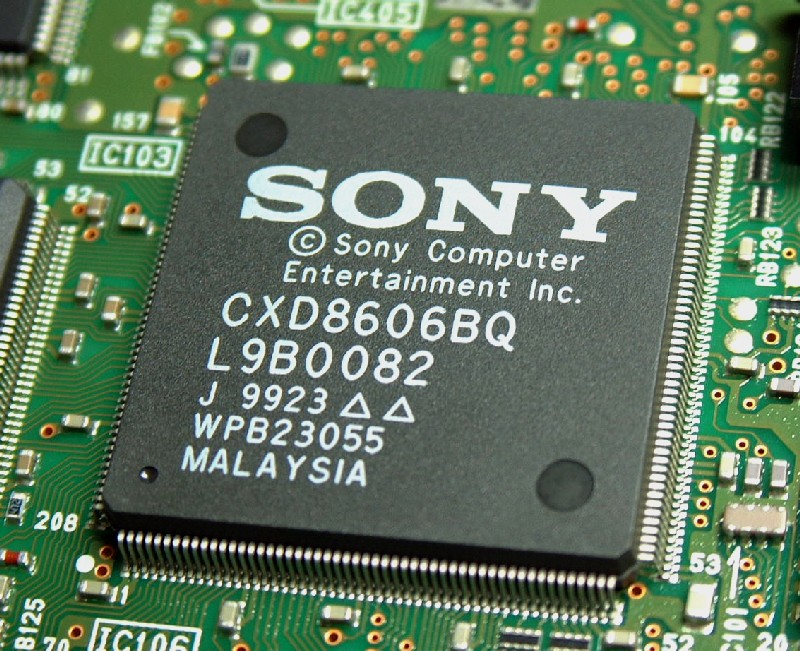
CPU de la consola PlayStation

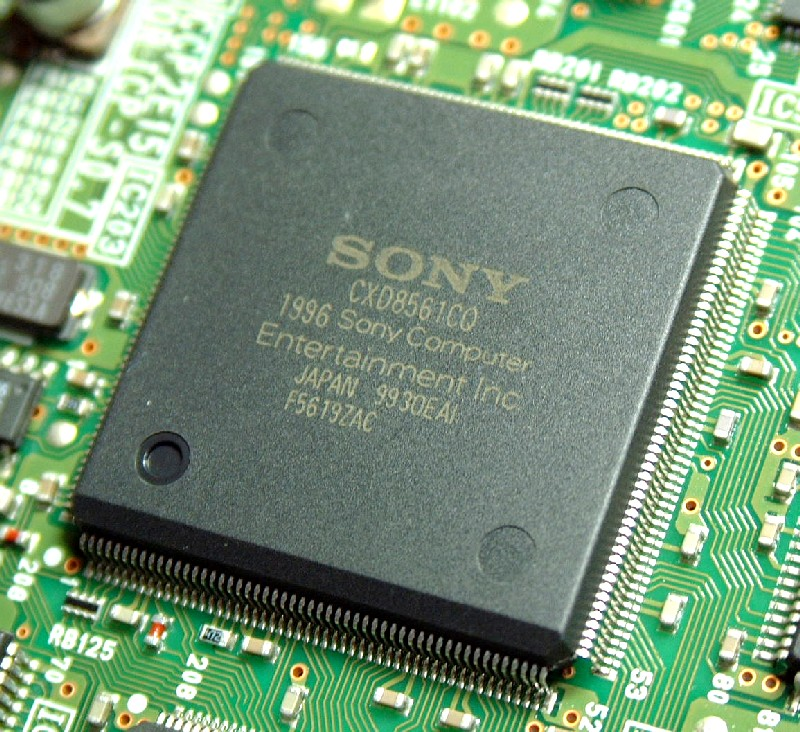
GPU de la consola PlayStation

### CPU
- MIPS R3000A de 32 bits (RISC) con una frecuencia de reloj a 100 MHz
  - Cache de instrucciones de 4 kB
  - ROM de OS de 512 KiB
  - Ancho de banda del bus de 132 MB/s
  - Memoria Ram del Sistema 4 MB

### Vídeo
- Resolución : 256 x 224 y 740 x 480
- Más de 16 millones de colores
- Capacidad de procesamiento gráfico:
  - 360,000 polígonos de sombreado plano por segundo
  - Emulación simultánea de fondo y sprites (desplazamiento por paralaje)
  - Sombreado Plano o Gouraud
  - Mapeado de Texturas
  - 4,000 sprites de 8 x 8 con rotación e interpolación individual
- Decodificador MPEG integrado
  - Memoria Ram de Video 2 MB

## Audio
- ZN-2 :
  - CPU de sonido: (Propio)  Zilog Z80 (Modelo Kabuki encriptado) con una frecuencia de reloj a 4 MHz
  - Chip de sonido: (Opcional) Capcom QSound
  - Capacidad de sonido:
    - RAM de Sonido: 1 MB
    - Estéreo
- G-Net :
  - CPU de sonido: Panasonic MN1020012A
  - Procesador de audio : ZOOM ZSG-2 DSP, TMS57002 DSP
  - Capacidad de sonido: Estéreo

## Lista de videojuegos
| Título                              | Desarrollador                  | Editor        | Sistema     | Género | Fecha |
| ----------------------------------- | ------------------------------ | ------------- | ----------- | ------ | ----- |
| Chaos Heat                          | Taito                          | Sony / Taito  | Taito G-Net |        | 1998  |
| Flip Maze                           | Taito / Moss                   | Sony / Taito  | Taito G-Net |        | 1999  |
| Go By RC                            | Taito                          | Sony / Taito  | Taito G-Net |        | 1999  |
| Kollon                              | Taito                          | Sony / Taito  | Taito G-Net |        | 2003  |
| Mahjong Oh                          | Warashi / Mahjong Kobo / Taito | Sony / Taito  | Taito G-Net |        | 1999  |
| Night Raid                          | Takumi                         | Sony / Taito  | Taito G-Net |        | 2001  |
| Otenami Haiken                      | Success                        | Sony / Taito  | Taito G-Net |        | 1999  |
| Otenami Haiken Final                | Warashi / Success              | Sony / Taito  | Taito G-Net |        | 2005  |
| Otenki Kororin                      | Takumi                         | Sony / Taito  | Taito G-Net |        | 2001  |
| Plasma Sword: Nightmare of Bilstein | Capcom                         | Sony / Capcom | ZN-2        |        | 1998  |
| Psyvariar -Medium Unit-             | Success                        | Sony / Taito  | Taito G-Net |        | 2000  |
| Psyvariar -Revision-                | Success                        | Sony / Taito  | Taito G-Net |        | 2000  |
| RayCrisis                           | Taito                          | Sony / Taito  | Taito G-Net |        | 1998  |
| Rival Schools: United by Fate       | Capcom                         | Sony / Capcom | ZN-2        |        | 1997  |
| Shanghai Sangokuhai Tougi           | Warashi / Sunsoft / Taito      | Sony / Taito  | Taito G-Net |        | 2002  |
| Shanghai Shoryu Sairin              | Warashi                        | Sony / Taito  | Taito G-Net |        | 2000  |
| Shikigami no Shiro                  | Taito / Alfa System            | Sony / Taito  | Taito G-Net |        | 2001  |
| Soutenryu                           | Warashi                        | Sony / Taito  | Taito G-Net |        | 2000  |
| Space Invaders Anniversary          | Taito                          | Sony / Taito  | Taito G-Net |        | 2003  |
| Street Fighter EX 2                 | Arika                          | Sony / Capcom | ZN-2        |        | 1998  |
| Street Fighter EX 2 Plus            | Arika                          | Sony / Capcom | ZN-2        |        | 1999  |
| Strider 2                           | Capcom                         | Sony / Capcom | ZN-2        |        | 1999  |
| Super Puzzle Bobble                 | Taito                          | Sony / Taito  | Taito G-Net |        | 1999  |
| Tech Romancer                       | Capcom                         | Sony / Capcom | ZN-2        |        | 1998  |
| Tetris: The Grand Master            | Arika                          | Sony / Capcom | ZN-2        |        | 1998  |
| Turn It Around / Mawasunda          | Taito                          | Taito         | Taito G-Net |        | 1998  |
| Usagi                               | Warashi / Mahjong Kobo / Taito | Sony / Taito  | Taito G-Net |        | 2001  |
| XII Stag                            | Triangle Service               | Sony / Taito  | Taito G-Net |        | 2002  |
| Zoku Otenamihaiken                  | Success                        | Sony / Taito  | Taito G-Net |        | 2000  |
| Zooo                                | Success                        | Sony / Taito  | Taito G-Net |        | 2004  |